# Theologischer Verlag Zürich
Die TVZ Theologischer Verlag Zürich AG ist ein reformierter Schweizer Buch- und Zeitschriftenverlag mit Sitz in Zürich.

## Geschichte
Die heutige Gesellschaft wurde am 24. August 1945 im Handelsregister eingetragen; die Verlagsgeschichte beginnt jedoch bereits 1833, das Jahr, in welchem die Evangelische Gesellschaft des Kantons Zürich in Zürich eine Jugendbibliothek für Lehrlinge einrichtete. Daraus entstand 1840 eine evangelische Buchhandlung. 1934 wurde der Buchhandlung mit dem Zwingli-Verlag ein Verlag angegliedert. Die Firma hiess Evangelische Buchhandlung & Zwingli-Verlag AG, wurde später eine GmbH. Parallel dazu kam es 1935 zur Gründung des Evangelischen Verlags Zollikon EVZ, der den im gleichen Jahr in Bonn entlassenen Professor Karl Barth publizierte.
Der Zwingli-Verlag, der bereits den theologischen Verlag Flamberg absorbiert hatte, und der EVZ fusionierten 1970 zum TVZ. Die geplante Expansion misslang jedoch und 1976 musste neues Aktienkapital gezeichnet werden. Seither ist die Evangelisch-reformierte Landeskirche des Kantons Zürich Haupteigner.
Knapp dreissig Jahre später gelangte 2003 der Pano Verlag unter die Fittiche des TVZ. Bereits 1946 wurde der NZN Buchverlag gegründet, um Artikel- und Essaysammlungen der katholischen Tageszeitung Neue Zürcher Nachrichten zu publizieren, der sich rasch zu einem international renommierten Kunstbuchverlag entwickelte. 1972 kam er zur römisch-katholischen Landeskirche des Kantons Zürich, die ihn bis 2005 selbständig weiterführte. Seither wird sein Programm als katholische «Edition NZN bei TVZ» unter den Fittichen des evangelischen Theologischen Verlags Zürich weitergeführt. Mit der Integration der „Edition NZN“ setzte der Verlag ein starkes ökumenisches Zeichen.
Bereits ab 1972 gab der evangelische TVZ zusammen mit dem katholischen Benziger-Verlag die ökumenisch ausgerichtete religionspädagogische Zeitschrift «RL. Zeitschrift für Religion und Lebenskunde» heraus. Ab 2008 war das Magazin unter dem Titel «reli. Zeitschrift für Religionsunterricht» bekannt, musste jedoch aus wirtschaftlichen Gründen Ende 2013 eingestellt werden.

## Verlagsprogramm
Neben der Gesamtausgabe der Werke von Karl Barth veröffentlicht der Verlag auch die Zeitschriften Zwingliana und die Zeitschrift für Religionsunterricht und Lebenskunde.
Der Verlag ist nach eigenen Angaben der „traditionsreichste reformierte Verlag der Schweiz für theologische und christliche Literatur aller Bildungsstufen“. Er ist über die Landesgrenzen hinaus bekannt. 2003 übernahm der TVZ den Pano Verlag, der kultur- und religionswissenschaftliche Werke publiziert und 2005 den NZN Buchverlag, der auf Theologie, Pastoral, Recht und Geschichte der katholischen Kirche in der Schweiz spezialisiert ist. 
Der Schwerpunkt des Verlagsprogramms bilden die vier Bereiche:
- Theologische Wissenschaft, Kirchengeschichte, Editionen (Klassiker wie Zwingli, Bullinger, Barth)
- Bücher für das kirchliche Leben
- Christliche Literatur für ein allgemeines Lesepublikum
- Religionspädagogik (Theorie und Praxis).

Die TVZ Verlags AG gibt nicht nur einzelne gedruckte Bücher heraus, sondern publiziert auch digital. Die E-Books sind im ePub-Format oder als PDF erhältlich.

## Autoren (Auswahl)
- Karl Barth
- Fritz Blanke
- Emil Brunner
- Emidio Campi
- Ulrich Gäbler
- Peter Opitz
- Ruedi Reich
- Regine Schindler